# Parmatergus coccinelloides
Parmatergus coccinelloides is een spinnensoort in de taxonomische indeling van de wielwebspinnen (Araneidae).
Het dier behoort tot het geslacht Parmatergus. De wetenschappelijke naam van de soort werd voor het eerst geldig gepubliceerd in 1994 door M. Emerit.